# بیماری ماهیچه قلب
کاردیومیوپاتی (به انگلیسی: cardiomyopathy) یا بیماری ماهیچه قلب* گروه متفاوتی از بیماری‌های عضله قلب هستند که در اثر آن‌ها قلب نمی‌تواند جریان خون کافی را برای اعضای بدن فراهم‌سازد و فرد دچار نارسایی قلبی می‌شود که اغلب با آریتمی همراه است.
سه شکل شایع کاردیومیوپاتی، کاردیومیوپاتی گشادشده که شایع‌ترین شکل از بیماری ماهیچه قلب است، کاردیومیوپاتی هیپرتروفیک یا رشد دیواره و ضخیم‌شدن عضله قلب و نیز کاردیومیوپاتی محدودکننده (Restrictive) (کاهش انعطاف‌پذیری عضلات قلب) می‌باشد.

## طبقه‌بندی
صرف‌نظر از علت بیماری، هرنوع مشکل قلبی را می‌توان کاردیوپاتی نامید و گاه حتی کاردیومیوپاتی نیز عنوان می‌گردد که البته این نام باید در انواع بیماری قلب که منجر به نارسایی حاد در قلب می‌شود بکار برده شود.
- کاردیومیوپاتی‌های ثانویه و کاردیومیوپاتی برون زا یا اکسترینسیک قلب، که در آن پاتولوژی اصلی در خارج از خود قلب است. بیشتر کاردیومیوپاتی‌ها از این نوع هستند و شایع‌ترین علت آن ایسکمی در قلب است که می‌تواند در ناکافی بودن اکسیژن مورد نیاز ماهیچه قلب تعریف شود. سازمان بهداشت جهانی این نوع کاردیومیوپاتی بیرونی را کاردیومیوپاتی ویژه می‌نامد.[۶]
- کاردیومیوپاتی ایدیوپاتیک (بیماری اولیه) به عنوان سستی ماهیچه قلب یا میوکارد، بدون یک علت بیرونی و قابل تشخیص تعریف شده‌است. کاردیومیوپاتی درون‌زاد یا اینترینسیک به بخش‌های کوچکتر تقسیم می‌شود تا هر نوع ویژه در زیرگروه علت مربوطه قرار گیرد. برای مثال اعتیاد به الکل باعث میوکاردیوپاتی گشادشونده هستند و بهمچنین هیپرتانسیون مزمن، تنگی شدید آئورت، نارسایی دریچه قلب، برخی عفونت‌های ویروسی ازجمله هپاتیت سی، مسمومیت دارویی، آمیلوئیدوز، هموکروماتوز، بیماری‌های پریکارد، تیروتوکسیکوز و مشکل ژنتیک و برخی جهش‌های ژنتیکی در ژن دزموزوم قلب از دیگر علت‌ها می‌توانند عنوان شوند.[۷][۸]

به‌عنوان نخستین گام عملی در تشخیص بیماری ماهیچه قلب ذاتی، می‌بایست با آزمایش‌های تشخیصی و تجهیزی مانند اکو و آنژیوگرافی، بیماری‌های عروق کرونری را از میان سایر علت‌ها کنار گذاشت.

## انواع
- اولیه/کاردیومیوپاتی وابسته به عوامل درونی قلب
  - ژنتیک
    - کاردیومیوپاتی هیپرتروفیک (HCM)
    - کاردیومیوپاتی بطن راست آریتموژن (ARVC)
    - ایزوله بطنی غیر متراکم
    - میوپاتی وابسته به میتوکندری

  - چندعامله
    - کاردیومیوپاتی گشادشده (DCM)
    - کاردیومیوپاتی محدودکننده (RCM)

  - اکتسابی
    - کاردیومیوپاتی پره-پارتوم
    - کاردیومیوپاتی تاکوتسوبو
    - اندوکاردیت لوفلر
- ثانویه/کاردیومیوپاتی وابسته به عوامل بیرونی
  - متابولیک
    - آمیلوئیدوز
    - هموکروماتوز

  - التهاب
    - میوکاردیت
    - شاگاس

  - اندوکرین
    - کاردیومیوپاتی دیابتی
    - پرکاری تیروئید
    - آکرومگالی

  - مسمومیت
    - شیمی‌درمانی
    - کاردیوپاتی الکلی

  - نوروماسکولار
    - دیستروفی ماهیچه‌ای

  - سوءتغذیه
    - بیماری قلبی وابسته به چاقی[۹]
    - کاردیومیوپاتی ایسکمیک یا ضعف در ماهیچه قلب بخاطر نرسیدن اکسیژن کافی به عضله قلب به دلیل بیماری شریان‌های کرونر یکی دیگر از دلیل‌های اصلی بوده که در طبقه‌بندی فوق قرار نمی‌گیرد.[۱۰][۱۱]

## علائم و نشانه‌ها
علائم و نشانه‌های بیماری ماهیچه قلب ممکن است به اغلب بیماری‌های قلبی مانند تنگی نفس، ورم اندام تحتانی، خستگی و کوفتگی، ریتم نامنظم قلب، سرگیجه و غیره شباهت داشته‌باشد. آنژین صدری و در موارد شدید با نارسایی قلبی و مورمور، آریتمی و آمبولی ریه، همراه هستند. ممکن است تظاهرات بیماری زمینه‌ای مانند شاگاس غالب باشد.
تغییرات نوارقلبی اغلب وجوددارد، اگرچه اغلب تغییرات، غیراختصاصی هستند. الگوی هایپرتروفی بطن چپ ممکن است مشاهده شود. موج T صاف یا وارونه شایع است، اغلب با مجموعه QRS ولتاژ پایین، همراه است. نقص هدایت داخل بطنی و بلوک شاخه‌ای، به‌ویژه بلوک شاخه‌ای چپ شایع است. اکوکاردیوگرافی جهت یافتن اختلالات حرکات دیواره قلبی و افیوژن پریکارد مفید است.
رادیوگرافی قفسه سینه می‌تواند نرمال باشد ویا شواهدی به نفع نارسایی احتقانی قلب به همراه بزرگی قلب و ادم ریوی نشان‌دهد.
میوکاردیت و کاردیومیوپاتی خفیف اغلب، بدون علامت هستند.

## درمان
درمان بستگی به نوع بیماری ماهیچه قلب دارد و ممکن است شامل درمان دارویی، کاشت ضربان ساز، دفیبریلاتور، سوازندن و حذف مسیر هدایتی باشد. هدف از درمان بهبود علائم بیمار است اما بعضی از بیماران نیاز به پیوند قلب پیدا می‌کنند.
درمان بیماری ماهیچه قلب با استفاده از روش‌های جایگزین مانند درمان با سلول‌های بنیادی از نظر تجاری در دسترس است اما شواهد قابل قبولی جهت تأیید اثرگذاری آن‌ها هنوز به‌دست‌نیامده‌است.
نیتروگلیسرین در تخفیف علائم کاردیومیوپاتی هیپرتروفیک، دیژیتال، بتابلوکرها و دیورتیکها در کاردیومیوپاتی اسکمیک وابسته به عروق کرونر و رژیم کم نمک و کم چربی در تمامی موارد جزو درمان محسوب می‌گردند.